# Stefan Schulz (General)
Stefan Schulz (* 11. Juni 1963 in Detmold) ist ein Generalmajor des Heeres der Bundeswehr und seit Januar 2024 Stellvertreter des Abteilungsleiters Politik im Bundesministerium der Verteidigung in Berlin.

## Leben

### Ausbildung und erste Verwendungen
Schulz trat in die Bundeswehr ein und absolvierte als Offizieranwärter ab 1982 die Offizierausbildung der Panzertruppe zum Offizier des Truppendienstes und studierte Wirtschafts- und Organisationswissenschaften an einer Universität der Bundeswehr. Ab 1984 folgten erste Verwendungen als Zugführer, S-2-Offizier und Kompaniechef in der Panzertruppe. Von 1995 bis 1997 nahm Schulz, unter anderem zusammen mit Roderich Kiesewetter, am 39. Generalstabslehrgang Heer an der Führungsakademie der Bundeswehr in Hamburg teil, wo er zum Offizier im Generalstabsdienst ausgebildet wurde.

### Dienst als Stabsoffizier
In seiner ersten Verwendung als Stabsoffizier und Offizier im Generalstabsdienst war Schulz ab 1997 G 3 Operationen im II. (DE/US) Korps in Ulm. Anschließend besuchte er ab 1999 den International Training Course for Security Policy am Genfer Zentrum für Sicherheitspolitik in der Schweiz. Es folgte 2000 eine Tätigkeit als Chef des Stabes/G 3 der Panzergrenadierbrigade 19 in Ahlen. 2001 trat Schulz seine erste Ministerialverwendung als Referent im Führungsstab der Streitkräfte, Referat III 6 im Bundesministerium der Verteidigung im Bendlerblock in Berlin an. 2004 übernahm er das Kommando von Kay Brinkmann über das Panzerbataillon 413 in Torgelow und hatte in dieser Zeit seinen ersten Auslandseinsatz. 2006 gab Schulz die Führung über das Bataillon an Ansgar Meyer weiter und ging an die Führungsakademie der Bundeswehr nach Hamburg als Tutor in der General-/Admiralsstabsausbildung. 2008 folgte eine Verwendung als Dezernent beim Deutschen Militärischen Vertreter bei der NATO, der Europäischen Union und der Westeuropäischen Union in Brüssel. 2009 wurde Schulz Military Assistent 1 des Generaldirektors beim Internationalen Militärstab der NATO im NATO-Hauptquartier in Brüssel. 2013 ging er ins Bundeskanzleramt nach Berlin als Referatsleiter 222 (Militärische Aspekte der Sicherheitspolitik).

### Dienst als General
Im Mai 2017 kehrte Schulz ins Bundesministerium der Verteidigung zurück, wo er kurzzeitig bis Juli 2017 die Unterabteilung Politik II leitete. Ab August 2017 war er Unterabteilungsleiter Politik I. In dieser zweiten Ministerialverwendung wurde Schulz zum Brigadegeneral ernannt. Zum 1. April 2021 wurde Schulz Abteilungsleiter Verteidigungspolitik und -planung in der Ständigen Vertretung der Bundesrepublik Deutschland bei der NATO in Brüssel (Belgien). Im Januar 2024 wurde er Stellvertreter des Abteilungsleiters Politik im Bundesministerium der Verteidigung in Berlin.

### Auslandseinsätze
Schulz nahm an einem Auslandseinsatz der Bundeswehr teil, der während seiner Zeit als Bataillonskommandeur von 2004 bis 2006 erfolgte:
- Kommandeur Einsatz-/Unterstützungskräfte 4. Deutsches Einsatzkontingent EUFOR, Operation Althea

## Privates
Schulz ist verheiratet und hat zwei Töchter.